# ISS Ekspedition 1
ISS Ekspedition 1 var den første tur med en besætning, der skulle bo i længere tid på Den Internationale Rumstation (ISS).
Rumstationen modtog sine første beboere d. 2. november 2000. Besætningen blev opsendt d. 31. oktober 2000 i rumskibet Sojuz TM-31 fra Baikonur i Kasaksthan. Den fire måneder lange tur om bord på ISS blev afsluttet med frakobling d. 18. marts 2001 og retur på rumfærgen Discovery 21. marts 2001. 

## Missionen
Efter opsendelsen var Sojuz TM-31 i en midlertidig bane, og piloten Jurij Gidzenko kunne begynde en serie manøvrer, som skulle lede Sojuz-rumskibet nærmere ISS. Tilkoblingen med Zvezda-modulet skete 2. november. Efter sammenkoblingen åbnede astronauten William Shepherd lugen til Zvezda-modulet, og besætningen gik om bord på rumstationen for første gang.
Besætningens første opgaver var aktiveringen af "kabyssen" i Zvezda-modulet, montering af sovepladser, og indledende kommunikationscheck med både kontrolcentrene i Moskva og Houston. Besætningen brugte russisk kommunikationsudstyr fra Zvezda-modulet og Zarja-modulet og amerikansk udstyr fra Unity-modulet.
De første uger om bord brugte besætningen tiden til at aktivere kritiske livsstøtte-systemer og pakkede komponenter ud til rumstationen: beklædning, computere, kontorudstyr, kabler og elektrisk udstyr leveret af tidligere rumfærger gennem de 2 sidste år. 
Besætningen deltog også i monteringen af nye moduler til rumstationen, inklusive Destiny-modulet. Den gennemførte også flere videnskabelige eksperimenter. Under sine fire måneder om bord havde besætningen besøg af tre rumfærger, som medbragte nye moduler/komponenter til rumstationen. Ud over at bidrage med monteringen af disse måtte besætningen også tømme nyttelast fra to besøgende Progress forsyningsfartøjer. 
Under ekspedition 1 blev rumstationen udvidet med følgende moduler/komponenter:
- P6 truss segment af solcellepanel.
- Det amerikanske videnskabelige laboratorium Destiny.

Missioner i forbindelse med ekspeditionen
- Sojuz TM-31, opsendelse af ISS Ekspedition 1
- STS-97, montering af P6 truss segment af solcellepanel.
- STS-98, montering af Destiny-modulet
- STS-102, landing for ISS Ekspedition 1, ISS Ekspedition 2 ankommer

### Besætning
- William Shepherd , ISS kaptajn (NASA)
- Sergej Krikaljov , flymaskinist (RKA)
- Jurij Gidzenko , Sojuz-pilot (RKA)

Reservebesætningen var ISS Ekspedition 3
- Sergej Krikaljov ser rumfærgen Atlantis fra rumstationen.
- Progress-rumskib bringer forsyninger til rumstationen.
- Destiny-modulet monteres.
- Rumstationen med modulerne Unity, Zarya, Zvezda og forsyningsfartøjet Progress.

Se også
- Den Internationale Rumstation
- Besøgende til den Internationale Rumstation
- Bemandede rumflyvninger
- Sojuz-programmet